# 주지훈 (농구 선수)
주지훈(1991년 12월 25일~)은 한국 프로 농구 창원 LG 세이커스 소속 농구 선수이다. 포지션은 센터이며, 등 번호는 16번이다.
2014년 KBL 신인 드래프트에서 전체 12순위로 창원 LG 세이커스에 지명되었다.

## 학력
- 장현초등학교
- 삼선중학교
- 경복고등학교
- 연세대학교

## 경력
- 2014년 ~ 현재 : 창원 LG 세이커스 (2014년 2라운드 2순위)